# Голгофа (фільм)
«Голгофа» (англ. Calvary) — ірландська кінодрама режисера і сценариста Джона Майкла МакДонаха, що вийшла 2014 року. У головних ролях Брендан Глісон, Кріс О'Дауд, Келлі Райллі, Ейдан Гіллен.
Вперше фільм продемонстрували 19 січня 2014 року у США на 30-му кінофестивалі «Санденс». В Україні у кінопрокаті показ фільму розпочався 1 травня 2014 року.

## Сюжет
Панотець Джеймс служить священиком у невеликому ірландському містечку. Однієї неділі до нього на сповідь прийшов невідомий і сказав, що вб'є Джеймса рівно через тиждень. А все тому, що він колись зазнавав сексуального насилля від іншого, вже покійного, священика. Проте Панотець Джеймс продовжує займатись цей тиждень своїми звичними справами, намагаючись врятувати свою паству.

## Творці фільму

### Знімальна група
- Кінорежисер — Джон Майкл МакДонах,
- Сценарист — Джон Майкл МакДонах,
- Кінопродюсери — Кріс Кларк, Флора Фернандес-Маренго і Джеймс Флінн,
- Виконовчі продюсери — Ронан Флінн, Пітер Гемпден і Роберт Валек.
- Композитор: Патрік Кессіді,
- Кінооператор — Ларрі Сміт,
- Кіномонтаж: Кріс Ґілл.
- Підбір акторів — Джина Джей,
- Художник-постановник: Марк Джераті,
- Артдиректор: Фіона Дейлі,
- Художник по костюмах — Аймер Ні Маолдомнай[8].

### У ролях
| Актор            | Роль                            |
| ---------------- | ------------------------------- |
| Брендан Глісон   | панотець Джеймс, священик       |
| Кріс О'Дауд      | Джек Бреннан, місцевий м'ясник  |
| Келлі Райллі     | Фіона, донька Джеймса           |
| Ейдан Гіллен     | Френк Гарт, лікар-атеїст        |
| Ділан Моран      | Майкл Фітцджеральд, мільйонер   |
| Ісаак де Банколе | Саймон, коханець Вероніки       |
| Майкл Еммет Волш | Джеральд Райан, письменник      |
| Донал Глісон     | Фредді Джойс, засуджений вбивця |
| Девід Вілмот     | отець Лірі, священик            |
| Орла О'Рурк      | Вероніка Бреннан, дружина Джека |

## Сприйняття

### Оцінки
Фільм отримав позитивні відгуки: Rotten Tomatoes дав оцінку 89% на основі 147 відгуків від критиків (середня оцінка 7,6/10) і 80% від глядачів зі середньою оцінкою 3,9/5 (17 152 голоси). Загалом на сайті фільми має позитивний рейтинг, фільму зарахований «стиглий помідор» від кінокритиків і «попкорн» від глядачів, Internet Movie Database — 7,4/10 (36 238 голосів), Metacritic — 77/100 (42 відгуки критиків) і 7,5/10 від глядачів (103 голоси). Загалом на цьому ресурсі від критиків і від глядачів фільм отримав позитивні відгуки.

### Касові збори
Під час показу у США, що розпочався 1 серпня 2014 року, протягом першого тижня фільм був показаний у 4 кінотеатрах і зібрав 74 149 $, що на той час дозволило йому зайняти 41 місце серед усіх прем'єр. Показ фільму тривав 77 днів (11 тижнів) і завершився 16 жовтня 2014 року, зібравши за цей час у прокаті у США 3 600 006 доларів США, а у решті світу 13 287 735 $, тобто загалом 16 887 741 доларів США при бюджеті 8 млн доларів США.

### Нагороди і номінації
Стрічка отримала 24 номінації, з яких перемогла у 9-ти.
| Нагороди і номінації фільму «Голгофа» | Нагороди і номінації фільму «Голгофа»    | Нагороди і номінації фільму «Голгофа»   | Нагороди і номінації фільму «Голгофа» | Нагороди і номінації фільму «Голгофа» |
| Рік                                   | Нагорода                                 | Категорія                               | Номінант                              | Результат                             |
| ------------------------------------- | ---------------------------------------- | --------------------------------------- | ------------------------------------- | ------------------------------------- |
| 2014                                  | Нагорода Ірландського кіно і телебачення | Найкращий актор у фільмі                | Брендан Глісон                        | Перемога                              |
| 2014                                  | Нагорода Ірландського кіно і телебачення | Найкращий фільм                         | стрічка                               | Перемога                              |
| 2014                                  | Нагорода Ірландського кіно і телебачення | Найкращий сценарій у фільмі             | Джон Майкл МакДонах                   | Перемога                              |
| 2014                                  | Нагорода Ірландського кіно і телебачення | Найкращий режисер у фільмі              | Джон Майкл МакДонах                   | Номінація                             |
| 2014                                  | Нагорода Ірландського кіно і телебачення | Найкраща музика до фільму               | Патрік Кессіді                        | Номінація                             |
| 2014                                  | Нагорода Ірландського кіно і телебачення | Найкраща акторка другого плану у фільмі | Орла О'Рурк                           | Номінація                             |
| 2014                                  | 64-ий Берлінський кінофестиваль          | Приз екуменічного журі                  | Джон Майкл МакДонах                   | Перемога                              |
| 2014                                  | Премія британського незалежного кіно     | Найкращий актор                         | Брендан Глісон                        | Перемога                              |
| 2014                                  | Премія британського незалежного кіно     | Найкращий британський незалежний фільм  | стрічка                               | Номінація                             |
| 2014                                  | Премія британського незалежного кіно     | Найкращий сценарій                      | Джон Майкл МакДонах                   | Номінація                             |
| 2014                                  | Премія британського незалежного кіно     | Найкращий режисер                       | Джон Майкл МакДонах                   | Номінація                             |

## Музика
Музику до фільму «Голгофа» написав Патрік Кессіді, саундтрек вийшов 19 травня 2014 року на лейблі «Varese Sarabande».
| Список треків | Список треків                           | Список треків         | Список треків |
| #             | Назва                                   | Виконавець            | Тривалість    |
| ------------- | --------------------------------------- | --------------------- | ------------- |
| 1.            | «Na Mbeannaíochtaí (The Beatitudes I)»  | RTÉ Concert Orchestra | 4:10          |
| 2.            | «Calvary Theme»                         | RTÉ Concert Orchestra | 2:58          |
| 3.            | «Ben Bulben»                            | RTÉ Concert Orchestra | 3:53          |
| 4.            | «The Beach»                             | RTÉ Concert Orchestra | 1:33          |
| 5.            | «Don't Change the Subject»              | RTÉ Concert Orchestra | 0:36          |
| 6.            | «Memories Fade»                         | RTÉ Concert Orchestra | 1:08          |
| 7.            | «Fiona Awakens»                         | RTÉ Concert Orchestra | 1:04          |
| 8.            | «Teresa»                                | RTÉ Concert Orchestra | 3:29          |
| 9.            | «Confession»                            | RTÉ Concert Orchestra | 2:17          |
| 10.           | «Freddy Joyce»                          | RTÉ Concert Orchestra | 0:57          |
| 11.           | «Why Am I Here»                         | RTÉ Concert Orchestra | 1:39          |
| 12.           | «Your Church Is On Fire»                | RTÉ Concert Orchestra | 1:21          |
| 13.           | «Veronica»                              | RTÉ Concert Orchestra | 1:43          |
| 14.           | «Third Act Revelation»                  | RTÉ Concert Orchestra | 3:19          |
| 15.           | «Bruno»                                 | RTÉ Concert Orchestra | 0:59          |
| 16.           | «Country Lane»                          | RTÉ Concert Orchestra | 0:44          |
| 17.           | «Dream»                                 | RTÉ Concert Orchestra | 0:36          |
| 18.           | «But I Will Go On»                      | RTÉ Concert Orchestra | 2:40          |
| 19.           | «Forgiveness»                           | RTÉ Concert Orchestra | 1:03          |
| 20.           | «A Lone Figure»                         | RTÉ Concert Orchestra | 2:57          |
| 21.           | «Say Your Prayers»                      | RTÉ Concert Orchestra | 4:02          |
| 22.           | «Na Mbeannaíochtaí (The Beatitudes II)» | RTÉ Concert Orchestra | 4:15          |

### Виноски
1. 1 2  Голгофа. Артхаус Трафік. Архів оригіналу за 30 листопада 2015. Процитовано 30 листопада 2015.
2. 1 2  Calvary: Release Info (англ.). Internet Movie Database. Архів оригіналу за 17 квітня 2016. Процитовано 30 листопада 2015.
3. 1 2  Голгофа. Kino-teatr.ua. Архів оригіналу за 5 березня 2016. Процитовано 30 листопада 2015.
4. 1 2 3 4  Calvary (англ.). Box Office Mojo. Архів оригіналу за 21 грудня 2015. Процитовано 30 листопада 2015.
5. 1 2 3 4  Calvary (2014) (англ.). The Numbers. Архів оригіналу за 23 вересня 2016. Процитовано 22 вересня 2016.
6. 1 2  Calvary (англ.). Internet Movie Database. Архів оригіналу за 7 листопада 2015. Процитовано 30 листопада 2015.
7. ↑  Calvary (англ.). Allmovie. Архів оригіналу за 19 вересня 2020. Процитовано 30 листопада 2015.
8. ↑  Calvary: Full Cast & Crew (англ.). Internet Movie Database. Архів оригіналу за 4 травня 2016. Процитовано 30 листопада 2015.
9. ↑  Calvary (англ.). Rotten Tomatoes. Архів оригіналу за 21 листопада 2015. Процитовано 30 листопада 2015.
10. ↑  Calvary (англ.). Metacritic. Архів оригіналу за 14 листопада 2015. Процитовано 30 листопада 2015.
11. ↑  Calvary: Awards (англ.). Internet Movie Database. Архів оригіналу за 4 травня 2016. Процитовано 30 листопада 2015.
12. ↑  filmmusicreporter (15 квітня 2014). ‘Calvary’ Soundtrack Announced (англ.). Film Music Reporter. Архів оригіналу за 28 липня 2015. Процитовано 2 грудня 2015.
13. ↑  Patrick Cassidy ‎– Calvary (Original Motion Picture Soundtrack) (англ.). Discogs. Архів оригіналу за 24 лютого 2021. Процитовано 2 грудня 2015.
14. ↑  Calvary (Patrick Cassidy) (англ.). Amazon.com, Inc. Процитовано 2 грудня 2015.